# Циків (Золочівський район)
Ци́ків — село в Україні, в Золочівському районі Львівської області. Населення становить 216 осіб. Орган місцевого самоврядування - Буська міська рада.

## Відомі люди
- Александрович Володимир Степанович — український історик, уродженець села.